# 東京自転車少女。
『東京自転車少女。』（とうきょうじてんしゃしょうじょ）は、わだぺん。による日本の漫画作品。アース・スター エンターテイメント発行の月刊漫画雑誌『コミック アース・スター』にて創刊号から連載開始。同誌がデジタル版に移行した後も連載を継続し、2016年2月16日更新分にて完結。東京を自転車で散策しながら小さな発見を重ねる高校生の少女たちを描く物語である。

## 概要
『月刊コミック アース・スター』創刊号より連載を開始。人気声優によるボイスドラマなどを収録したCDをしばしば付録とする同誌にあって、創刊号付録をはじめ度々その収録作品となる漫画の一つである。ボイスドラマ化にあたっては、配役に竹達彩奈らを起用し、注目を集めた。また、同様のドラマCDを初回限定版付録とした単行本第1巻は、同日発売された『世界でいちばん強くなりたい!』第1巻（CD付き初回限定版）と共に、あまりに早く完売してしまい、本来は初回版のみだった付録CDを例外的に付けた「緊急増刷」を行う一幕もあったという。単行本第2巻発売直後の2012年7月15日には秋葉原の書店で著者にとって初めてのサイン会が催され、100名以上のファンを迎えたと報じられた。
都会に過剰な期待を抱いて上京した田舎育ちの少女・いるかと、生れ育った東京を嫌う少女・加藤さん。性格も対照的ながら、共通して自転車へのこだわりを持つ高校生2人が、ひょんなことから入部した「自転車天使部」の先輩たちと共に東京を散策し、「誰も見たことのない東京」を探す物語である。この漫画の話数表記は一貫して「MAPx」（xは数値）で表され、各話副題の多くは末尾を主人公の口癖でもある「でしょ☆」で統一される。コミック アース・スターONLINE内の公式サイトでは、第1話と第2話をオンライン上で読むことができ、「コミック アース・スター」2011年10月号付録CD収録のオリジナルボイスドラマ「『東京自転車少女。』〜ディス・イズ・トーキョー・ライフでしょ♪〜」の一部を試聴できる。
作中には練馬区役所や西武鉄道池袋線桜台駅前、豊玉陸橋（以上第1話）、豊島弁財天（第6話）、石神井川「桜の辻」及び周辺住宅街（第7話）など、練馬区に実在する場所が度々描かれ、単行本には作中と同じ構図の写真と、その場所周辺の案内図が収録される。これらは著者が実際に自転車で取材した身近な情景を反映させたものであり、地方から東京へ移り住んだ自身の経験から、地方の人々が東京に対して抱きがちな「都会」という先入観と、実際に住んで感じる東京の「都会的でない」部分との違いを描き、読者にも身近に感じられる物語を目指すという。
練馬区に実在する場所を描写し、ラジオ練馬放送、練馬区観光協会ウェブサイト、練馬のタウン誌「月刊かっせ」でも紹介され、練馬放送のインターネットラジオ「ねりなま!サンデー」2011年10月23日放送分に著者が出演したのをはじめ、練馬区観光協会webサイト、練馬経済新聞に紹介された。このほか、練馬区内で無料配布されるタウン情報誌「月刊かっせ」にも2012年4月号で自転車による散歩が紹介された際の囲み記事として掲載された。読売新聞やダ・ヴィンチにおいて「自転車漫画ブーム」を採り上げた記事では、『弱虫ペダル』など自転車を主題とする漫画作品のうち町散策を扱う作品の一つとして挙げられた。「テレビブロス」2012年11月24日号掲載の「輝け!ブロスコミックアワード2012」では「東京ちい散歩」部門1位を獲得した。

## あらすじ
以下は、単行本第1巻に収録された第1話から第7話にかけてのあらすじ。
画一的な風景とそこに染まる人々、気持ちを急かされる窮屈な雰囲気、そんな東京が嫌いで高校では寮生活しようと決めた少女・加藤は、入学準備の帰り道で、大きな風呂敷を背負った小柄な少女と出会う。通りかかった加藤を「東京ガール」と呼んで勝手について来て、街で見かける自転車にいちいち感激するその少女は、東京は嫌いだと言う加藤に、豊玉陸橋から望む夕陽の様に加藤もまだ知らない「東京」を、彼女の愛するロードバイクと共に探そう、と誘うのだった。その場はつれなく別れた加藤だが、帰寮した彼女を待っていたのは、ルームメイトとなった先ほどの少女・島野いるかだった。
「加藤さん」と共に私立豊珠高校へ入学したいるかは、彼女の忠告に従って自転車用の錠を購入に行った自転車屋で、到底買えそうにない憧れの「オシャチャリ」の価格に絶望しかけるが、ちょうどやって来た威勢の良い少女・彩果の提案で、愛車であるママチャリ「ワカマツ号」にスポーツサイクル用の部品を取り付けようと決め、最初にサドルをロードバイク用に換装し乗り心地を悪化させたものの、オシャレになる愛車への期待に胸を膨らませるのだった。
そうして知り合った彩果と、彼女に引き合わされた部長・雪見の半ば強引な勧誘で、いるかは「自転車天使部」に入部した。加藤さんから怪しげな団体ではないかと忠告されたいるかだが、部の花見サイクリングに敢えて参加、加藤さんを誘い出して同行させることにも成功する。かくして渋々ながらもサイクリングに同行し、小さな発見をしながら道に迷いつつ、ようやくたどり着いた「桜の辻」の美しさに息を飲んだ加藤は、同じ東京・同じ道でもいるかの様に楽しいものを見ようとすれば新しい発見があるから、無闇に東京を嫌うのでなく、自分の知らない東京を探す仲間にならないか、と誘う雪見の言葉に心を動かされるのだった。

## 登場人物
※単行本第6巻までに収録された第35話までの情報。声の配役は、掲載誌と単行本初版に付属するCDドラマのもの。なお、この作品では登場人物の名前に原則として読み仮名が無く、本節において一部の読みはCDドラマ上の発音に拠った。
島野いるか（しまの いるか）声：竹達彩奈
この漫画の主人公。離島から上京し、第2話で私立豊珠高校に入学した女子生徒。こげ茶色の髪をポニーテールに結った小柄な少女。天衣無縫で大変明るい性格。会話の語尾に「でしょ」とつける癖がある。「東京」に大きな憧れを抱き、オシャレな「東京ガール」になることを夢見ている。一方、自転車好きで「将軍S・I ワカマツ号」と名づけたママチャリを部分的に改造して乗っている。世間知らずだが、三国志など歴史には詳しい。貯金箱や目覚まし時計、弁当箱などに半月型の眼と三口を持つ大きな頭の「ばちのこ太郎」というキャラクターを模した物を愛用する。単身で寮に住んでおり家族は登場しないが、作中で何度か姉について言及したことがある。
加藤さん（かとう）声：寿美菜子
上京したばかりのいるかと最初に出会い、同じく第2話前半で豊珠高校に入学、事前に寮でも同室となった女子生徒。いるかからは理想の「東京ガール」として強い憧れの対象にされている。腰までのストレートの黒髪を持つ美人で、彩果や雪見のほかポタリングで訪れる先々の人にも照姫と呼ばれ、校内でも「豊高の照姫」とあだ名される。いつも白い耳当てを着けていて、第24話ではそれを外そうとした彩果に強い拒絶を示した。東京生まれの東京育ちながら物語開始当初は東京のあらゆる面を嫌っていた。また、最初は他人と関わろうとせずいるかにも不快感を示したが彼女や自転車天使部の仲間と行動するうち同級生とも言葉をかわすようになり、同じく最初は不平を漏らしたポタリングも第26話では「（よくない噂のあるきららに対して）せっかくのポタリングに同行して欲しくない」と独白するほどになった。愛車のロードバイクをとても大切にしており最初は誰にも触らせないほどだったが、その後いるかには何度か貸している。名は、単行本第7巻現在、不明（CDドラマの役名も「加藤さん」と表記される）。
川越彩果（かわごえ さいか）声：戸松遥
第2話後半より登場した、豊珠高校2年生の女子生徒。髪型はショートカットで、江戸言葉のような話し方をし、行きつけの自転車屋「サイクルショップ源（げん）」の店主などから「小江戸っ子」と呼ばれる威勢の良い性格だが、同店を含む商店街の店で「ツケ」を貯め込んでいたり、不気味な雰囲気の場所では真っ先に怖がるので、後輩であるいるかたちにも「小物」呼ばわりされる。いるかの自転車の部品取り替えなどでは工作を引き受ける。愛車はミニベロ。
松竹梅雪見（しょうちくばい ゆきみ）声：能登麻美子
第3話終盤より登場した豊珠高校3年生の女子生徒で、「自転車天使部」部長。肩にかかるほどの波打つ茶髪に、黒いヘアバンドを着けている。いつも穏やかな笑みを浮かべ、いるかはおろか、加藤さんまでもが抗し難いほどの母性的雰囲気をかもし出す一方、きららの陰謀を見抜く洞察力や彼女を恐れおののかせる迫力も持つ。江戸時代から続く老舗和菓子屋の娘で、地元の地理に関して常連客から得た知識や情報を豊富に持つが、極度の方向音痴でもある。愛車はクロスバイク。
雪月花きらら（せつげつか きらら）
第24話終盤より登場した豊珠高校3年生の女子生徒で、雪見のクラスメート。前髪の一部を編み込んで前頭部を横断させ右側頭部で房にし後ろは左右に分かれた赤い長髪と、右が金・左が黒のオッドアイを持つ。「レンタル彼女部」の部長であり同部の格付けをほぼ一人でトップランクに保つ美貌の持ち主だが、同時に人を陥れる手練手管から「淫魔の白昼夢（サキュバス・バハトゥラゥム）」あるいは単に「サキュバス」とあだ名される。
上様（うえさま）
自転車天使部に対する部費の出資者であること以外、正体不明の人物。第4話で雪見に言及され第11話から物語に関わる。出資をする代わりに部員に「指令」を出し彼女たちに史蹟の調査などをさせるが、その際の連絡手段としてしばしば暗号を記した手紙を矢文や動物に結わえて寄越すなどの方法を採る。読者にも姿を見せないが、第19話などでは彼女らの行く先に帽子を被りトレンチコートを着た人物が影として現れ彼女らを見守る様子が描かれる。

## 世界観
私立豊珠高校（しりつ とよたまこうこう）練馬区に在する男女共学の高等学校で、いるかや加藤さんらの母校。校舎の設計や偏差値などは平凡な学校に見えるが、「千招有るを怖れず、一招熟するを怖れよ」（「幾つもの技を得るより一つの技を極めろ」という、李書文の言葉）の校訓に基づき部活動の設立に大変寛容なため、日本全国から個性豊かな人材が集まり学校だけでは部費を賄えないほど数多くの部活動を行っている。そのため各部は地元企業や商店を「スポンサー」としてそれぞれ「成果」を挙げるべく活動する。また、「部活格付け部ムンディーズ」による格付けが卒業後も含め大きな影響力を持つ。
自転車天使部（チャリーズ・エンジェル、じてんしゃてんしぶ）豊珠高校の部活動の一つ。いるかの入部する第4話までは、部長たる雪見と彩果の2人で活動していた。基本的に自転車で自由に散策を行うが、スポンサーたる「上様」からの「指令」に従って史蹟などを巡ることもある。
照姫（てるひめ）室町時代後期の石神井周辺を治めた豪族豊島泰経の娘で、太田道灌と争って敗れた父の後を追って非業の死を遂げた美女とされる女性。この漫画では加藤さんが行く先々で彼女に例えられるほか、第15から20話では加藤さんの自転車を痛チャリに改造して「照姫まつり」をPRする話が、第26から34話ではきららを含む自転車天使部が照姫伝説を調査する話が、第36話ではついに開催された「照姫まつり」を自転車天使部員らが見物する話が、それぞれ描かれた。なお、このマンガにおいて照姫は第26話から34話までの調査で「史実における豊島氏滅亡の経緯と“三宝寺池で死んだ高貴で美しい女性が龍神になった”伝説とに着想を得た紀行文作家・遅塚麗水が、三宝寺六世住職・照日上人の墓である「照日塚」から名をとり執筆した小説『照日松（てるひのまつ）』を起源とする架空の人物」と結論されている。

## 書誌情報
- わだぺん。『東京自転車少女。』アース・スター エンターテイメント〈Earth star comics〉、全11巻
  1. 2011年10月12日初版第1刷発行（同日発売[3]）、ISBN 978-4-8030-0280-5
  2. 2012年7月12日初版第1刷発行（同日発売[18]）、ISBN 978-4-8030-0359-8
  3. 2013年2月12日初版第1刷発行（同日発売[19]）、ISBN 978-4-8030-0429-8
  4. 2013年7月12日初版第1刷発行（同日発売[20]）、ISBN 978-4-8030-0481-6
  5. 2013年12月12日初版第1刷発行（同日発売[21]）、ISBN 978-4-8030-0520-2
  6. 2014年4月12日初版第1刷発行（同日発売[22]）、ISBN 978-4-8030-0567-7
  7. 2014年9月12日初版第1刷発行（同日発売[23]）、ISBN 978-4-8030-0609-4
  8. 2015年2月12日初版第1刷発行（同日発売[24]）、ISBN 978-4-8030-0669-8
  9. 2015年6月12日初版第1刷発行（同日発売）、ISBN 978-4-8030-0724-4
  10. 2016年2月12日初版第1刷発行（同日発売）、ISBN 978-4-8030-0864-7
  11. 2016年3月12日初版第1刷発行（同日発売）、ISBN 978-4-8030-0875-3